# Peter Bahn (Volkskundler)
Peter Bahn (* 1953 in Koblenz; † November 2022 in Bretten) war ein deutscher Kulturwissenschaftler, Volkskundler und Autor sowie Leiter des Städtischen Museums im Schweizer Hof in Bretten. Er zählte zu den frühen intellektuellen Vertretern der Neuen Rechten.

## Berufliches Wirken
Peter Bahn studierte an der Johannes Gutenberg-Universität Mainz Volkskunde, Germanistik, Buchwesen, Publizistik und Vergleichende Literaturwissenschaft und promovierte dort 1986. 1986/87 war er für kurze Zeit wissenschaftlicher Mitarbeiter von Gerd Vonderach an der Universität Oldenburg, bis er 1987 den Auftrag bekam, das Museumsinventar auf Burg Reichenstein bei Trechtingshausen zu katalogisieren, um daraus Impulse für eine Neukonzeption des Burgmuseums zu entwickeln. Gleichzeitig sollte er für die Gemeindeverwaltung das Konzept für ein Ortsmuseum erarbeiten. Dieses wurde 1988 realisiert.
1992 wurde Bahn Leiter des Kulturamtes in Bretten und wechselte 2002 als Leiter zum dortigen Stadtmuseum, was er 16 Jahre lang bis zu seinem Eintritt in den Ruhestand blieb. Vielbeachtet wurde insbesondere 1997 seine Ausstellung zur Kindheit von Philipp Melanchton „Als ich ein Kind war“ in der Stiftskirche Bretten. 2007 eröffnete Bahn das Deutsche Schutzengelmuseum als Abteilung des Stadtmuseums im Schweizer Hof. Während seiner Amtszeit realisierte er über 50 Ausstellungen und verantwortete zahlreiche Publikationen, darunter schrieb er über 300 Texte zur Brettener Stadtgeschichte.
Im Mai 2007 erhielt das Stadtmuseum im Schweizer Hof die Urkunde Vorbildliches Heimatmuseum 2007 des Arbeitskreises Heimatpflege Regierungsbezirk Karlsruhe e.V.

## Politische Positionierungen
1969 veröffentlichte der sechzehnjährige Peter Bahn in der Zeitschrift Missus einen von großem Selbstbewusstsein getragenen Text im Sprachstil von Altrechten einer deutlich älteren Generation. So pries der Schüler Bahn die „in der Welt wohl einzig dastehenden“ Leistungen des deutschen Volkes, die „Kraft im deutschen Volkskörper“, prangerte aber einen durch die „Massenmedien“ und den „American Way of Life“ verursachten „beispiellosen Sitten- und Kulturverfall“ an und forderte, dass „das deutsche Volk wieder zu einem geordneten Leben zurückkehren“ müsse, damit der „Genesungsprozess des Volkskörpers einsetzen“ könne. Der Kopf von Missus – Blätter für Politik, Kultur und die Pflege des monarchischen Gedankengutes war der damals 25-jährige Volkskundestudent Hans-Michael Fiedler, Gründungsmitglied der NPD, der gezielt Gymnasiasten agitierte. Wie schon die rechte Leitfigur Fiedler, so wird auch Peter Bahn nach seinem Start als rechtsextreme Proklamationen verfassender Schüler einen Weg als überaus vielschreibender Intellektueller einschlagen und die Volkskunde zum Studien- und Berufsthema wählen.
Der NPD selbst angehört habe er, wie er später einmal erklärte, nicht. Er bewegte sich in der Querfront, der von ihm im Rückblick als „Übergangszone“ beschriebenen Schnittmenge aus den Überzeugungen der K-Gruppen, denen er zeitweise angehörte, und nationalistisch-völkischer Haltung.
Mit Siebzehn war Peter Bahn Bezirksvorsteher der rd. 100 Mitglieder zählenden Jugendorganisation Blaue Adler der Unabhängigen Arbeiter-Partei (Deutsche Sozialisten), die mit ihrer Verortung zwischen sozial- und nationalrevolutionärem Geist „eine Randerscheinung des bundesdeutschen Rechtsextremismus“ war. Die Blauen Adler engagierten sich zu jener Zeit vor allem gegen Atomkraft. Wegen „Gründung einer maoistischen Partei“ wurde Bahn von den Blauen Adlern ausgeschlossen. Mit Achtzehn rief er als einziger junger Mensch neben sehr viel älteren Herren für den Internationalen Bund demokratischer Sozialisten IBDS zur „Bildung eines sozialistischen Kartells“ auf. Als Studierender kandidierte er 1974 als Nachrücker für die, damals 0,1 Prozent erzielende, Kommunistische Partei Deutschlands zur Landtagswahl in Hessen.
1974 spaltete sich von der von dem Kultursoziologen Henning Eichberg mitbegründeten Aktion Neue Rechte die Nationalrevolutionäre Aufbauorganisation ab, die sich noch im selben Jahr in zwei weitere Gruppierungen aufteilte: Während die eine sich bei den Grünen zu positionieren versuchte, spaltete sich von der anderen, erneut unter Eichbergs Führung, der Nationalrevolutionäre Koordinationsausschuss (NR-KA) als Zusammenschluss von Aktivisten mit dezidiert „links-nationalistischen“ Positionen ab. Peter Bahn war von 1978 bis 1985 Mitglied der Grünen und im April 1980 Gründungsmitglied des NR-KA in Düsseldorf. Im gleichen Jahr wird er als Mitarbeiter in der letzten Ausgabe der Zeitschrift laser: Nationalrevolutionäre Perspektiven für eine sozialistische Demokratie genannt und begann, für Wir selbst zu schreiben, ein Sprachrohr der Neuen Rechten, das sich „Zeitschrift für Nationale Identität“ nannte. Kurz zuvor war Wir selbst von Mitgliedern der aus der NPD-Jugendorganisation Junge Nationaldemokraten herausgelösten Gruppe „Grüne Zelle Koblenz“ gegründet worden („Alle Gründungsmitglieder (...) entstammten der altrechten NPD und empfanden sich (...) als undogmatische Nationalisten“; sie waren „fasziniert“ von den „Biographien der linken Leute von rechts und der rechten Leute von links“). Zunächst unter Pseudonym startete Bahn dort mit einer Serie über die Revolutionären Dichter des Deutschen Vormärz und Ausführungen gegen Atomkraft. Als Redakteur blieb er Wir selbst bis 1996 (letztes Editorial) verbunden, als Autor bis ins Jahr 2000.
Peter Bahn propagierte den von Henning Eichberg eingeführten Begriff des Ethnopluralismus. Er veröffentlichte u. a. in dem rechtsextremen Informationsdienst DESG-inform, der national-neutralistischen Zeitschrift Neue Politik (Hrsg. Wolf Schenke), in Politische Ökologie, den rechtsextremen Staatsbriefen (Hrsg. Hans-Dietrich Sander) und Europa. Nationaleuropäisches Forum sowie anderen Publikationen des Verlags Zeitenwende und in Junge Freiheit. Damit zählte Bahn zu „etwa 35 prominenten Vertretern“, die „nicht im engeren Sinne als Wissenschaftler“, jedoch „als Intellektuelle, Publizisten, Privatgelehrte“ über lange Zeiträume hinweg innerhalb des neurechten Kommunikationsnetzwerkes aktiv waren.
Von der „sozialistischen Linken“ forderte Bahn, „die Verteidigung (...) regionaler Kulturformen als auch der deutschen Nationalkultur“ zu ihrem Thema zu machen, so 1983 in Debatte – Zeitschrift für Ökologie und Sozialismus formuliert. Im gleichen Artikel forderte er den Abzug aller fremden Truppen aus Deutschland, den Austritt der Bundesrepublik Deutschland aus der NATO und der DDR aus dem Warschauer Pakt, eine atomwaffenfreie Zone in Europa, den Kampf gegen Kernkraftwerke und Atommülllager und er verband den „Begriff der Heimat“ mit dem vom „Lebensraum“. In dem von Rolf Stolz 1985 herausgegebenen Band „Ein anderes Deutschland“, der prominente Stimmen aus dem der Linken zugeordneten Spektrum versammelte, zitierte Bahn das KPdSU-Mitglied Karl Radek, der 1923 in einer einschlägigen Rede den vom NS-Regime bald als „Nationaler Märtyrer“ verehrten, hingerichteten Freikorpsangehörigen Schlageter gewürdigt hatte. Schlageter ist auch zur Symbolfigur der Neuen Rechten geworden. Auf Radeks Schlageter-Rede zurückgreifend erklärte Bahn, es sei „für die Linke geradezu zwingend“, eine „neue Strategie“ zur „Wiedergewinnung nationaler Identität und Souveränität“ zu entwickeln. 1984 war Bahn Mitunterzeichner des von Rolf Stolz initiierten „Anstoßes für eine deutsch-deutsche Alternative“ des Initiativkreises Linke Deutschland-Diskussion (LDD), einer Gruppe aus Grünen, Sozialdemokraten und parteilosen Linken, deren Anliegen die „Neuvereinigung“ des geteilten Deutschlands mit gleichzeitiger Abkopplung von den USA und der Sowjetunion war.
Mit seinen Postulaten galt Peter Bahn als einer der „Chefideologen“ des NR-KA. Während die Ökologiebewegung von den Nationalrevolutionären als nicht konsequent genug kritisiert wurde, lehnten die Grünen die nationalistischen und völkischen, identitären Bestrebungen des NR-KA ab. Ende 1986 zog sich Bahn aus dem Führungskader des NR-KA zurück, schrieb aber weiterhin für dessen Zeitschrift Aufbruch und die Nachfolgegruppierung Politische Offensive. In einem Artikel für Junges Forum mit dem Titel Regionalismus und nationale Befreiungsbewegungen in Europa sprach er sich 1986 für die Neuregelung auch der deutschen Grenzen anhand ethnischer Kriterien aus, wozu er auch die Revision der deutsch-belgischen Grenze zählte.
Als er 1986 für ein Forschungsprojekt des Oldenburger Soziologieprofessors Gerd Vonderach empirische Untersuchungen zu jungen Langzeitarbeitslosen in ländlichen Regionen durchführte, kam es aufgrund eines Aufsatzes von Vonderach über Regionalismus und Nationale Identität, 1985 in der Hochschulzeitung Gezeiten veröffentlicht, 1986 von Wir selbst nachgedruckt, zu heftiger, öffentlichkeitswirksamer Kritik aus der Studierendenschaft. Vorgeworfen wurde dem Professor auch, dass er Peter Bahn und Henning Eichberg als wissenschaftliche Mitarbeiter engagiert hatte. Vonderach erklärte, „eine rechtsextreme Gesinnung“ habe er bei Bahn „nicht wahrnehmen können“ und Eichberg habe „sich von seiner 'rechten' Vergangenheit seit vielen Jahren distanziert.“ Indes schließt sich an Vonderachs Artikel in der besagten Wir selbst-Ausgabe direkt ein Beitrag von Peter Bahn an, in dem dieser, in seit 1969 stringent erscheinender Linie, „amerikanischen Kulturimperialismus“ als Grund für eine Entfremdung der Deutschen von ihrer „Identität“ anführt. Die bisherigen Nationalstaaten sieht er in unterlegener Position einem „Großkapital“ gegenüber, das „seit 1945 nicht mehr national, sondern international“ agiere; er legt nahe, dass „uns Deutschen“ das Recht auf Vereinigung von Ost und West vorenthalten werde, weil „das Volk“ „vor mehr als 40 Jahren einen Krieg verloren“ habe. Die Dimension der nationalsozialistischen Diktatur und des Zweiten Weltkrieges lässt er unbeachtet, um einmal mehr seine Forderungen nach der „Rekonstruktion einer nationalen Identität“ verbunden mit Heimat- und Umweltschutz und der Abkoppelung Deutschlands von NATO, USA und UdSSR abzuleiten.
Im Frühjahr 1988 erklärte Peter Bahn in einem Leserbrief an die „anarchistische Zeitschrift“ Schwarzer Faden, der dort erschienene Artikel Nationalrevolutionäre gescheitert? enthalte Verleumdungen seiner Person. Daher stellte er klar, sich „vom politischen Sektenzirkus völlig zurückgezogen“ zu haben, betonte aber zugleich, dies habe „nichts, aber auch gar nichts, mit 'Reue' oder 'Abschwören' zu tun“. Jedoch habe er genug davon, als „Don Quichotte gegen Windmühlenflügel anzurennen“ und sich „verheizen“ zu lassen und sich daher „für eine Art innerer Emigration entschieden.“ Er führe „nur noch ein [...] Privatleben“. Er blieb trotzdem dabei, als Redaktionsmitglied und Autor der Wir selbst und in anderen Zeitschriften polemische Meinungsbeiträge zu veröffentlichen. 1996 etwa schrieb er zur Aktualität der Konservativen Revolution bzw. einer „zukünftigen 'nationalen Arbeiterbewegung'“ in Ablehnung ökonomischer Prioritäten, dafür mit Akzeptanz der „Berührungsflächen zu Anarchisten, Esoterikern, Lebensreformern und - eben auch - Nationalsozialisten.“ Noch stärker wandte er sich auch den freireligiösen, neuheidnischen Glaubensrichtungen zu.
Seit 1984 war Peter Bahn Mitglied der völkischen Deutschen Unitarier Religionsgemeinschaft. Im Christentum sah er, so 1986 formuliert, einen „leibes- und naturfeindlichen Moralkodex vorderasiatischer Prägung“. Die Christianisierung habe das „im Volke verwurzelte Heidentum, (die) alten naturreligiösen Traditionen (...) gebrochen.“ Eine „religiöse Verpflichtung“ sah er deshalb in der politischen, kulturellen und ethischen „Rückbindung an die Natur“, wofür er vor allem von der Ökologiebewegung eine „fundamentale Neuorientierung“ forderte. Sich selbst betrachtete er als Vertreter eines „pantheistischen Realismus“. 1988 veröffentlichte er einen Beitrag in der Nordischen Zeitung der neofaschistischen „Germanischen Glaubens-Gemeinschaft“ Artgemeinschaft (Die Legende vom christlichen 'Abendland', Heft Nr. 2). 1989 lieferte Bahn zusammen mit der Religionswissenschaftlerin und Vordenkerin der Neuen Rechten Sigrid Hunke und dem Historiker und früheren SS-Ahnenerbe-Beauftragten Alarich Augustin die sich auf heidnisch-antike Ursprünge berufende theoretische Begründung für eine radikalere Unitarier-Abspaltung, den Bund Deutscher Unitarier, dem er fortan angehörte. Bahn schrieb Beiträge für die Zeitschriften Der Humanist (Bund Freireligiöser Gemeinden Deutschlands), die Unitarischen Blätter, den Unitarierrundbrief Glauben und Wirken sowie für Pen Tuisko. Briefe für deutsche Heiden. Bausteine zur Volkskunde und die Deutsch-Unitarischen Bausteine.
Während seiner zweiten Lebenshälfte im öffentlichen Dienst war Peter Bahn aktiver Gewerkschafter, u. a. Ver.di-Vertrauensmann, und 13 Jahre lang Personalrat in der Stadtverwaltung Bretten. Seit 2012 war er aktiv im Brettener Ortsverband der Partei Die Linke, der ihn im Oktober 2018, kurz nach seinem Eintritt in den Ruhestand, zum Sprecher und im Oktober 2019 einstimmig wiederwählte. 2019 kandidierte er für Die Linke außerdem auf Platz 2 für den Kreistag Karlsruhe-Land.
Im November 2018 übernahm Bahn „als intellektueller Mentor“ mit einem weiteren Mitglied der Brettener Linken die Leitung der Bürgerbewegung Aufbruch Bretten, die sich gegen die Dominanz der kommunalen Verwaltung positionierte, und kandidierte für den Gemeinderat, in den er den Einzug als Vertreter des Aufbruch knapp verpasste.

## Schriften (Auswahl)
- Mut zum Leben. Verlag Dt. Unitarier-Religionsgemeinschaft, München 1983, DNB 840134126.
- Regionalismus und nationale Befreiungsbewegungen in Europa. Verlag Dt.-Europ. Studien, 1986.
- Familienforschung, Ahnentafel, Wappenkunde. Wege zur eigenen Familienchronik. Falken-Verlag, Niedernhausen/Ts. 1986, ISBN 3-8068-0744-2.
- Druiden und Rebellen: 3000 Jahre keltische Geschichte und Kultur. Fölbach, Koblenz o. J. [ca. 1987], ISBN 3-923532-03-2.
- Altes neu entdecken: Burgen, Fachwerk, alte Kirchen in der Verbandsgemeinde Rhein/Nahe. Bingen-Bingerbrück,                        Verbandsgemeinde Rhein-Nahe 1988.
- Die Geschichte des Diebachtals. Oberdiebach und Manubach von den Anfängen bis zur Gegenwart. Oberdiebach 1989.
- Die Puricellis. Geschichte und Wirken einer rheinischen Industriellen-Familie. Pandion-Verlag, Bad Kreuznach 1989, ISBN 3-922929-26-5.
- Erzählt am Mittelrhein. Geschichten und Impressionen. Helios, Aachen 1990, ISBN 3-925087-33-8.
- Deutschkatholiken und Freireligiöse. Geschichte und Kultur einer religiös-weltanschaulichen Dissidentengruppe, dargestellt am Beispiel der Pfalz. Gesellschaft für Volkskunde in Rheinland-Pfalz, Mainz 1991, ISBN 3-926052-09-0 (Zugleich: Dissertation, Universität Mainz, 1991).
- Stadtführer Bretten. Kultur und Geschichte im südlichen Kraichgau. Verlag Regionalkultur, Ubstadt-Weiher 1993, ISBN 3-9802218-8-1.
- Der Vril-Mythos: eine geheimnisvolle Energieform in Esoterik, Technik und Therapie. Omega-Verlag, Düsseldorf 1997, ISBN 3-930243-03-2.
- (Hrsg.): „Als ich ein Kind war …“ Bretten 1497 – Alltag im Spätmittelalter. Verlag Regionalkultur, Ubstadt-Weiher 1997, ISBN 3-929366-43-6.
- mit Manfred Hartmann (Hrsg.): Gölshausen: 1200 Jahre Geschichte eines Brettener Stadtteils. Info-Verlag, Karlsruhe 2002, ISBN 3-88190-295-3.
- Friedrich Hielscher (1902–1990): Einführung in Leben und Werk. Bublies, Schnellbach 2004, ISBN 3-926584-85-8.
- Hört Ihr Leut’ und lasst Euch sagen … Die Geschichte der Türmer und Nachtwächter. Begleitbuch zur Ausstellung des Museums im Schweizer Hof, Bretten. Bretten 2008, ISBN 978-3-928029-47-6.
- mit Thomas Rebel: Bretten: die Melanchthonstadt; fotografische Spaziergänge. Info-Verlag, Karlsruhe 2009, ISBN 978-3-88190-458-2.
- mit Eberhard Schallhorn: Große Kreisstadt – Melanchthonstadt Bretten. Verlag Regionalkultur, Ubstadt-Weiher 2009, ISBN 978-3-929366-42-6.
- mit Alexander Kipphan: Brettener Köpfe. 21 Lebensbilder und Persönlichkeiten. Info-Verlag, Karlsruhe 2010, ISBN 978-3-88190-609-8.
- Das Brettener Hundle: eine Spurensuche. Info-Verlag, Karlsruhe 2011, ISBN 978-3-88190-650-0.
- Schutzengel, Schutzgeister, Schutzgötter. Das Deutsche Schutzengel-Museum in Bretten. Bretten 2012, ISBN 978-3-928029-57-5.
- (Hrsg.): Um 1500 – das Ende des Mittelalters. Info-Verlag, Karlsruhe 2017, ISBN 978-3-88190-936-5.
- Brettener Geschichte(n): Historische Impressionen aus der Melanchthonstadt. Lindemanns, Bretten 2021, ISBN 978-3-96308-118-7.